# Femeile în Evul Mediu
În Evul Mediu, imaginea pe care o avea femeia în societate și realitatea vieții sale erau două lucruri distincte. Religia, reprezentată în plan social de clerul format din bărbați celibatari, impunea o imagine a femeii ca fiind din punct de vedere fizic, mental și moral net inferioare bărbaților. Cea mai de preț virtute a unei femei putea fi considerată virginitatea, despre care se spunea că este calea de aur a vieții, căsătoria fiind calea de argint (deci inferioară). Sursele acestor credințe despre femei erau Biblia, dar și unele credințe păgâne. Pentru femeie existau doar două alegeri considerate respectabile: soția supusă sau călugărița dedicată religiei, însă asta nu înseamnă că femeile în Evul Mediu alegeau aceste roluri.

## Imaginea și reputația
Revenind la imaginea femeii, perspectivele erau de multe ori antinomice, atât în societate cât și în interiorul Bisericii. În sec XII și XIII, cultul Fecioarei Maria luase amploare în rândul burghezilor și celebra elementul feminin ca fiind superior din punct de vedere moral. La aceasta mai contribuiau și povestirile cavalerești romanțate și literatura siropoasă de curte. De asemenea, Biserica nu numai că nu încuraja, dar nici nu tolera misoginismul extrem.
Peter Lombard (1100-1169) a fost un teolog influent care susținea că motivul pentru care Dumnezeu a ales să o creeze pe Eva din coasta lui Adam a fost acela că femeia nu trebuia nici să domine, nici să fie dominată, ci să fie un partener egal al bărbatului într-o relație.
Legile germanice erau mult mai favorabile femeilor decât legile din Imperiul Roman. Femeile germanice se puteau căsători cu bărbați de vârsta lor, iar la nuntă, aceasta primea în dar o proprietate de la soțul ei pe care o putea păstra indiferent de circumstanțe de exemplu, dacă el murea. Legea le permitea femeilor să aibă dreptul la proprietate, să administreze această proprietate și să ia hotărâri legate de aceasta și să o dea mai departe. Femeile germanice aveau dreptul, de asemenea, să invoce bărbați la judecată în cazul în care aceștia le cauzau răni corporale sau în cazul unui viol.

## Opțiunile femeilor
Călugăria nu era o opțiune pentru femeile din clasa de jos pentru că admiterea în Biserică era permisă doar celor care dispuneau de o zestre substanțială. Nu erau foarte multe călugărițe în Evul Mediu tocmai din acest motiv, dar mânăstirea era un refugiu foarte atrăgător pentru multe dintre ele. Într-o astfel de comunitate femeile puteau ajunge la o funcție importantă și să exercite o autoritate care nu li se permitea în afară. Cu toate acestea, tot trebuiau să se supună unui cler masculin superior în rang.
În sec. IX monarhii carolingieni s-au subordonat clerului și au început să consolideze monogamia. Acest fapt era și în avantajul dar și în dezavantajul femeilor. Soțiile câștigau o demnitate mai mare și securitate legală sporită, dar greutățile vieții casnice le apăsau mai greu. La fel și obligația de a avea copii. Femeile din Imperiul Franc mureau în număr mult mai mare și longevitatea a scăzut în sec. IX.

## Femeile care munceau
Majoritatea femeilor din Evul Mediu nu erau nici soții supuse, nici călugărițe, ci munceau. Există dovezi ale faptului că, în interiorul căsătoriei, ele erau iubite și respectate de soții lor, poate, și datorită faptului că lucrau umăr la umăr cu ei. De la vârsta de 10-16 ani fetele erau învățate meserii întocmai ca băieții. Atunci când se căsătoreau, ele urmau să lucreze fie pe cont propriu, fie pentru afacerea soților lor. Industriile care aveau cel mai mare număr de femei muncitoare erau industria alimentară și textilă. Aparțineau de bresle și puteau deveni meșteri, deși nu primeau același salariu ca bărbații: primeau mai puțini bani pentru aceeași meserie pe care o practica și un bărbat. În Evul Mediu târziu, femeile din mediul urban au început să aibă acces la educație, dar acest lucru nu le permitea să profeseze ca profesioniști.